# Київ-Баскет
Київ-Баскет — український баскетбольний клуб з міста Київ, що виступає в українській Суперлізі. Заснований 1992 року, згодом перейменований на «Денді-Баскет», під цією назвою існував декілька років, проте припинив своє існування 1998 року. 2017 року клуб відновлено. Починаючи з сезону 2018—2019 років, грає в українській Суперлізі

## Історія
Клуб був заснований 1992 року як «Маккабі-Денді» політиком і бізнесменом Михайлом Бродським. Команда виграла кілька трофеїв в Україні. У серпні 1996 року президент клубу Михайло Бродський перейменував його на «Денді-Баскет», оскільки спонсором команди була компанія «Денді».
1998 року команда припинила існування через фінансові проблеми
У листопаді 2017 року клуб відновився, і була створена нова команда. Було оголошено про те, що в сезоні 2017—2018 років клуб матиме жіночу та дві чоловічі команди. Тоді ж було представлено нову емблему «Київ-Баскета» з бджолою. Домашньою ареною команди став СК «Меридіан».

## Досягнення

#### Чемпіонат
- Вища ліга / Суперліга:
  -  Срібний призер (4): 1994, 1995, 2019, 2020
  -  Бронзовий призер (4): 1996, 1997, 2021, 2024

- Кубок України:
  -  Фіналіст (1): 1997